# Kowrow
Kowrow (ros. Ковров) – miasto w Rosji, w obwodzie włodzimierskim, nad Klaźmą (dopływ Oki). 127,8 tys. mieszkańców.

## Nauka i oświata
- Kowrowska Państwowa Akademia Technologiczna im. W.A. Diegtariewa